# Grotte im Park der Villa d’Este

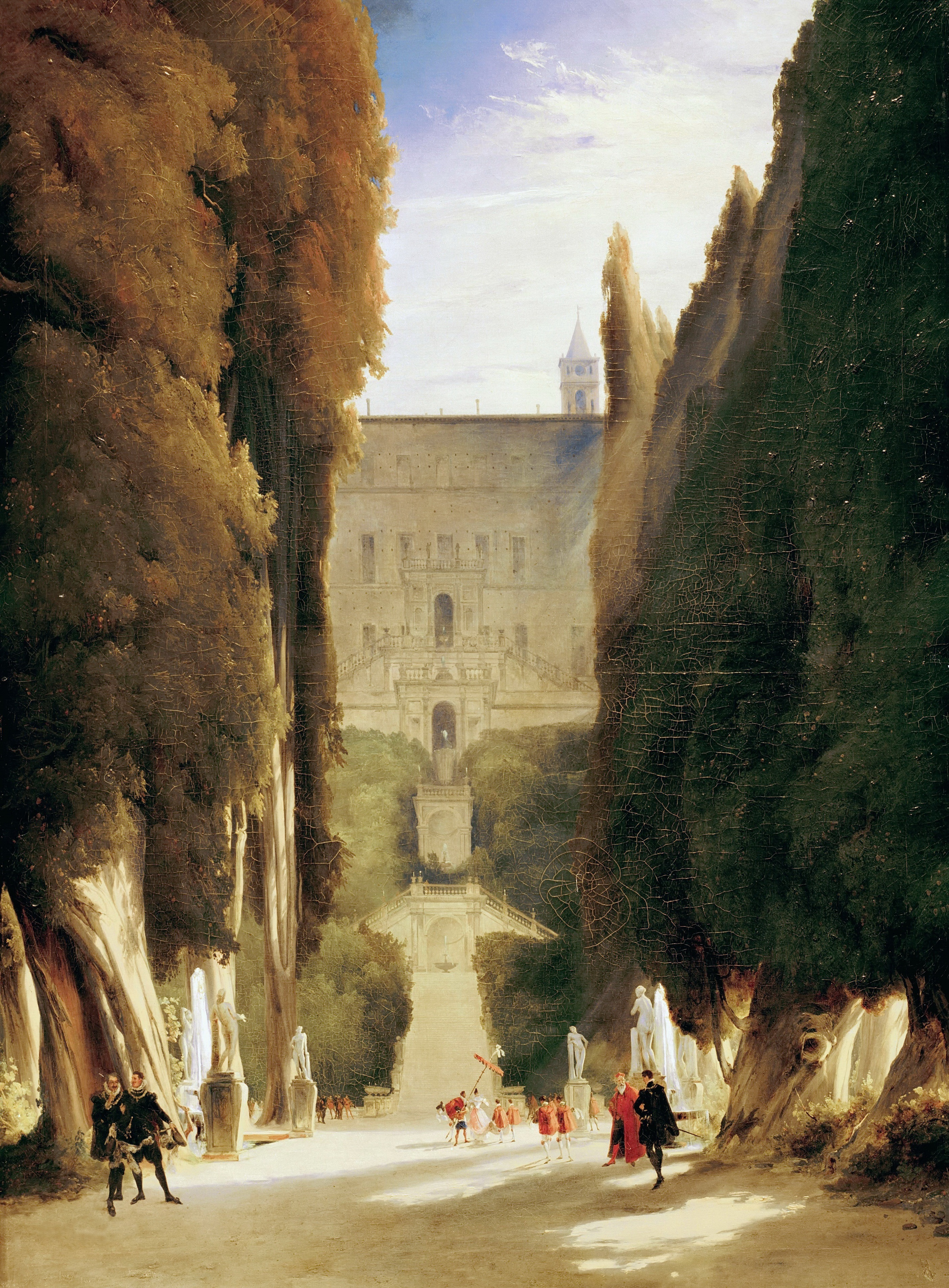
Im Park der Villa d’Este, 1830

Grotte im Park der Villa d’Este ist der Titel eines Gemälde des deutschen Malers Carl Blechen und gehört zu mehreren Gemälden Carl Blechens vom Park der römischen Villa d’Este.

## Bildinhalt
Das kleine Bild zeigt lediglich einen Teil der verfallenen Brunnenanlage der Villa d’Este. Es ist nur ein Ausschnitt, gibt aber ein Gefühl für die Größe der Gartenanlagen dieser Renaissancevilla, die unter anderem Grotten, Wasserspiele und als Glanzstück eine Wasserorgel aufwiesen. Zu dem Zeitpunkt, zu dem sich Carl Blechen in Italien aufhielt, bot sich der Park nur noch als verwilderter Garten dar und war weit von der ornamentalen Form entfernt, in der er im 16. Jahrhundert angelegt worden war. Die Grottenhöhlen sind sehr dunkel, für den Betrachter ist nicht erkennbar, was sich dort verbirgt. An den Gesimsen und Kanten der Grotte blitzen jedoch Lichtreflexe auf, so dass ein Changieren zwischen Hell und Dunkel entsteht.

## Einordnung im Gesamtwerk
In Blechens Landschaftsbildern zeigt sich ein neuer Realismus, alte Positionen der Frühromantik werden aufgegeben. Blechen ironisiert die Erwartungshaltung eines Publikums, das an idealistische und heroische Überhöhungen von Landschaften gewöhnt ist, wie sie sich in Bildern eines Jakob Philipp Hackert oder eines Joseph Anton Koch zeigen. Charakteristisch für das Œuvre von Carl Blechen sind an Grotte im Park der Villa d’Este die Licht- und Farbeffekte, mit denen er den Lichteinfall und die Farbwirkung der Sonnenstrahlen zeigt. Hierdurch entsteht eine stille, melancholische Atmosphäre, die gleichzeitig die Pracht der einstigen Anlage wie auch die Rückeroberung des Geländes durch die Natur zeigt. Dies unterscheidet dieses Gemälde stark von Gemälden wie Im Park der Villa d’Este, auf der er die berühmteste Ansicht des Parks zeigt und dabei die Zypressen zu einer Allee verschiebt, die auf die Hauptfront und die Haupttreppe der Villa zuläuft. Er nimmt sich hier zusätzlich noch die Freiheit, die Allee mit Staffagefiguren in Renaissance-Kleidung auszustatten.

## Einzelbelege
1. ↑  Sabine Schulze (Hrsg.): Gärten: Ordnung – Inspiration – Glück. Städel Museum, Frankfurt am Main & Hatje Cantz Verlag, Ostfildern 2006, ISBN 3-7757-1870-2, S. 90.